# Corcelles-près-Concise
Pour les articles homonymes, voir Corcelles.
Corcelles-près-Concise est une commune suisse du canton de Vaud, située dans le district du Jura-Nord vaudois.

## Géographie
Corcelles-près-Concise se trouve sur la rive nord du lac de Neuchâtel au pied du mont Aubert.
Le territoire de Corcelles-près-Concise s'étend sur 4,09 km2. Lors du relevé de 2013-2018, les surfaces d'habitations et d'infrastructures représentaient 11,3 % de sa superficie, les surfaces agricoles 46,1 %, les surfaces boisées 42,6 % et les surfaces improductives 0,0 %.

## Histoire
La commune abrite un groupe de quatre menhirs et quatre stations littorales. L'ensemble dit des Stations de Concise, regroupant les sites de La Baie, des Grèves et de Sous-Colachoz (ce dernier en partie dans la commune de Concise), compte parmi les 56 stations littorales de Suisse inscrites au patrimoine mondial de l'Unesco. Un établissement rural du début de l'âge du Fer et des tombes du haut Moyen Âge ont également été mis au jour.
Corcelles-près-Concise fut mentionné en 885 sous le nom de Corceles. Créée en 1376 par Hugues de Grandson, la seigneurie de Corcelles appartint successivement à plusieurs familles. Rattachée au bailliage commun de Grandson en 1476, dans la métralie de Concise, elle fut possession des Python de Fribourg de 1710 à 1766 ; achetée par Pierre-Henri Meuron (château construit en 1780), elle conserva jusqu'à la fin de l'Ancien Régime une cour de haute justice, ce qui provoqua régulièrement des tensions entre seigneur et bailli. Le village était régi par l'assemblée générale des communiers. Il fut rattaché au district de Grandson de 1798 à 2007. La maison de commune date de 1839, la salle polyvalente de 1973 et la station d'épuration de 1956 (puis 1974 avec Concise). Corcelles-près-Concise relève depuis toujours de la paroisse de Concise. La commune compte des vignes et des chalets d'alpage. Le lotissement des grèves fut créé en 1954 pour une quarantaine de résidences secondaires.

## Population

### Gentilé et surnoms
Les habitants de la commune se nomment les Corcellois (lè Cossalî en patois vaudois).
Ils sont surnommés les Couenneux (lè Coènati), les Crasseux et les Casse-Écuelles.

### Démographie

#### Évolution de la population
La commune compte 421 habitants au 31 décembre 2023 pour une densité de population de 103 hab/km2. Sur la période 2010-2023, sa population a augmenté de 50,9 % (canton : 18,6 % ; Suisse : 9,4 %).  

#### Pyramide des âges
En 2023, le taux de personnes de moins de 30 ans s'élève à 30,6 %, au-dessous de la valeur cantonale (34,6 %). Le taux de personnes de plus de 60 ans est quant à lui de 29,4 %, alors qu'il est de 22,5 % au niveau cantonal.
La même année, la commune compte 187 hommes pour 234 femmes, soit un taux de 44,4 % d'hommes, inférieur à celui du canton (49,1 %).
| Hommes | Classe d’âge | Femmes |
| ------ | ------------ | ------ |
| 1,1    | 90 ans ou +  | 6,0    |
| 7,5    | 75 à 89 ans  | 6,4    |
| 19,3   | 60 à 74 ans  | 18,4   |
| 16,6   | 45 à 59 ans  | 15,4   |
| 25,7   | 30 à 44 ans  | 22,6   |
| 14,4   | 15 à 29 ans  | 12,0   |
| 15,5   | - de 14 ans  | 19,2   |

| Hommes | Classe d’âge | Femmes |
| ------ | ------------ | ------ |
| 0,6    | 90 ans ou +  | 1,4    |
| 6,5    | 75 à 89 ans  | 8,7    |
| 13,5   | 60 à 74 ans  | 14,3   |
| 20,9   | 45 à 59 ans  | 20,9   |
| 22,3   | 30 à 44 ans  | 21,7   |
| 19,6   | 15 à 29 ans  | 17,7   |
| 16,6   | - de 14 ans  | 15,3   |

## Lieux et monuments
Sur le territoire de la commune sont érigés quatre menhirs d'une hauteur de 2 à 2,50 mètres, disposés en parallélogramme. Seuls trois d'entre eux sont authentiques, le quatrième ayant été érigé en 1843 en remplacement d'un mégalithe disparu à la fin du XVIIIe siècle. Le menhir sud-ouest comporte une dizaine de cupules d'un diamètre de 3 à 9 cm.

## Jumelages
- Saint-Martin-sous-Montaigu (France) depuis 1990[11].